# إيرل كولمان
إيرل كولمان (بالإنجليزية: Earl Coleman)‏ هو عازف جاز ومغني أمريكي، ولد في 12 أغسطس 1925 في بورت هورون في الولايات المتحدة، وتوفي في 14 يوليو 1995 في نيويورك في الولايات المتحدة.

## وصلات خارجية
- إيرل كولمان على موقع ميوزك برينز (الإنجليزية)
- إيرل كولمان على موقع أول ميوزيك (الإنجليزية)
- إيرل كولمان على موقع ديسكوغز (الإنجليزية)